# Parafia św. Michała Archanioła w Łagoszowie Wielkim
Parafia Świętego Michała Archanioła w Łagoszowie Wielkim – parafia rzymskokatolicka we wsi Łagoszów Wielki, należąca do dekanatu Głogów – NMP Królowej Polski diecezji zielonogórsko-gorzowskiej, metropolii szczecińsko-kamieńskiej w Polsce, erygowana w 1376. Mieści się pod numerem 49a.